# Dragan Mikerević
Dragan Mikerević (Doboj, 12. veljače 1955.), bosanskohercegovački ekonomist i političar, predsjednik Vlade Republike Srpske od 17. siječnja 2003. do 17. veljače 2005. Diplomirani ekonomist postao je 1983., magistar ekonomskih znanosti 1990., a doktor ekonomskih znanosti 1996. Redovni profesor Ekonomskog fakulteta u Banjoj Luci od 1996., prodekan za znanstvenoistraživački rad. Od 1999. do 2009. bio je član Partije demokratskog progresa, a sada je nestranačka osoba.